# Andy Irvine (musicista)
Andrew Kennedy Irvine, detto Andy (Londra, 14 giugno 1942), è un musicista irlandese.
È noto per essere membro fondatore di Sweeney's Men e Planxty, due tra le band più influenti del panorama Irish folk. Oltre a essere un cantante e compositore, suona diversi strumenti tradizionali, tra i quali mandolino, bouzouki e mandola.

## Biografia
Cresciuto a Londra, nel distretto settentrionale di St John's Wood, studia chitarra classica e si avvicina alla musica folk alla fine degli anni cinquanta, principalmente grazie all'ascolto di musica skiffle (su tutti Lonnie Donegan) e Woody Guthrie. Negli anni sessanta si trasferisce a Dublino e conosce Johnny Moynihan. Insieme a Joe Dolan, nel 1966 fondano una delle band che, seppur di breve vita, ha maggiormente innovato la musica tradizionale irlandese: Sweeney's Men.
Dolan lascia la band l'anno successivo e viene sostituito da Terry Woods. Dopo aver registrato diversi brani e un album eponimo, anche Irvine lascia il gruppo e parte per l'Europa dell'Est. Qui vive un intenso rapporto con le culture musicali dei Balcani, che avrà grande rilevanza nei suoi progetti futuri e grande impatto nella musica irlandese contemporanea.
Tornato a Dublino, con gli Sweeney's Men ormai sciolti, incontra due musicisti che daranno una svolta alla sua carriera: Donal Lunny e, soprattutto, Christy Moore. Moore, un noto cantautore folk della scena inglese, decide infatti di registrare il suo secondo album in Irlanda e nel 1972 ingaggia Irvine, insieme a Lunny e al suonatore di uilleann pipes Liam O'Flynn, per la registrazione di Prosperous. L'album è tutt'oggi considerato un caposaldo del folk contemporaneo e ancor di più lo è la sua immediata evoluzione: i quattro musicisti, infatti, formeranno insieme i Planxty.
La band ha subito grande successo, suona soprattutto brani tradizionali, ma anche moltissimi brani originali, grazie alla vena compisitiva di Irvine. Il tratto distintivo e più innovativo dei Planxty è dato dal virtuoso intreccio tra il bouzouki e il mandolino di Lunny e Irvine, avvalorato dall'abilità esecutiva del piper O'Flynn. Irvine, insieme a Christy Moore, è anche cantante del gruppo. Dopo due album, Donal Lunny esce dai Planxty e fonda quella che diventerà un'altra band storica, The Bothy Band. Viene chiamato a sostituirlo Johnny Moynihan, pioniere del bouzouki irlandese e già compagno di Irvine negli Sweeney's Men. Dopo il terzo album insieme, anche Christy Moore lascia la band; al suo posto arriva Paul Brady, ma il cammino dei Planxty è segnato dai debiti ed è destinato allo scioglimento.
Irvine continua a suonare con Brady e, brevemente, con i De Dannan. Nel 1978, però, Christy Moore decide di ricostituire il nucleo originario dei Planxty, comprensivo di Donal Lunny. Proprio Lunny porta con sé il flautista Matt Molloy dalla Bothy Band, ma dopo soli quattro anni i Planxty si separano nuovamente. Irvine decide allora di prendere iniziativa e forma i Mosaic, chiamando a suonare musicisti provenienti da tutta Europa. Anche i Mosaic non dureranno a lungo.
Nel 1985, insieme violinista Kevin Burke, al chitarrista e cantante Gerry O'Beirne e al fisarmonicista Jackie Daly, viene ingaggiato per una tournée negli Stati Uniti che li presenta al pubblico col nome di "The Legends of Irish Music". I quattro cambieranno presto nome in Patrick Street. Questa formazione, che vedrà la presenza fissa di Irvine, Burke e Daly (seppur part time), dà vita a ben sette album.
In tempi recenti, ha partecipato a diversi concerti con i redivivi Planxty e ha provato a ricostruire la band multiculturale Mosaic, cambiando leggermente il nome in Mozaik.

## Discografia parziale

### Solista
- Rainy Sundays, Windy Dreams (1980)
- Rude Awakening (1991)
- Rain on the Roof (1996)
- Way Out Yonder (2000)
- Abocurragh (2010)

### Con i Planxty
- Planxty (1973)
- The Well Below the Valley (1973)
- Cold Blow and the Rainy Night (1974)
- After the Break (1979)
- The Woman I Loved So Well (1980)
- Live At Olympia Theatre, Dublin (1980)
- Words and Music (1983)
- Arís (1984)
- Planxty Live 2004 (2004)

### Con i Patrick Street
- Patrick Street (1986)
- No. 2 Patrick Street (1988)
- Irish Times (1989)
- All In Good Time (1992)
- Cornerboys (1996)
- Made in Cork (1997)
- Live From Patrick Street (1999)
- Compendium: The Best Of Patrick Street (2000)
- Street Life (2002)
- On the Fly (2007)

### Con gli Sweeney's Men
- Sweeney's Men (1968)

### Con Davy Spillane
- East Wind (1992)

### Con Dick Gaughan
- Parallel Lines (1982)

### Con Paul Brady
- Andy Irvine and Paul Brady (1976)

### Con i Mozaik
- Live from the Powerhouse (2004)
- Changing Trains (2007)